# Chiesa dei Santi Maurizio e Compagni (Campodenno)
La chiesa dei Santi Maurizio e Compagni è la parrocchiale di Campodenno, in Trentino. Fa parte della zona pastorale delle Valli del Noce e risale al XV secolo.

## Storia

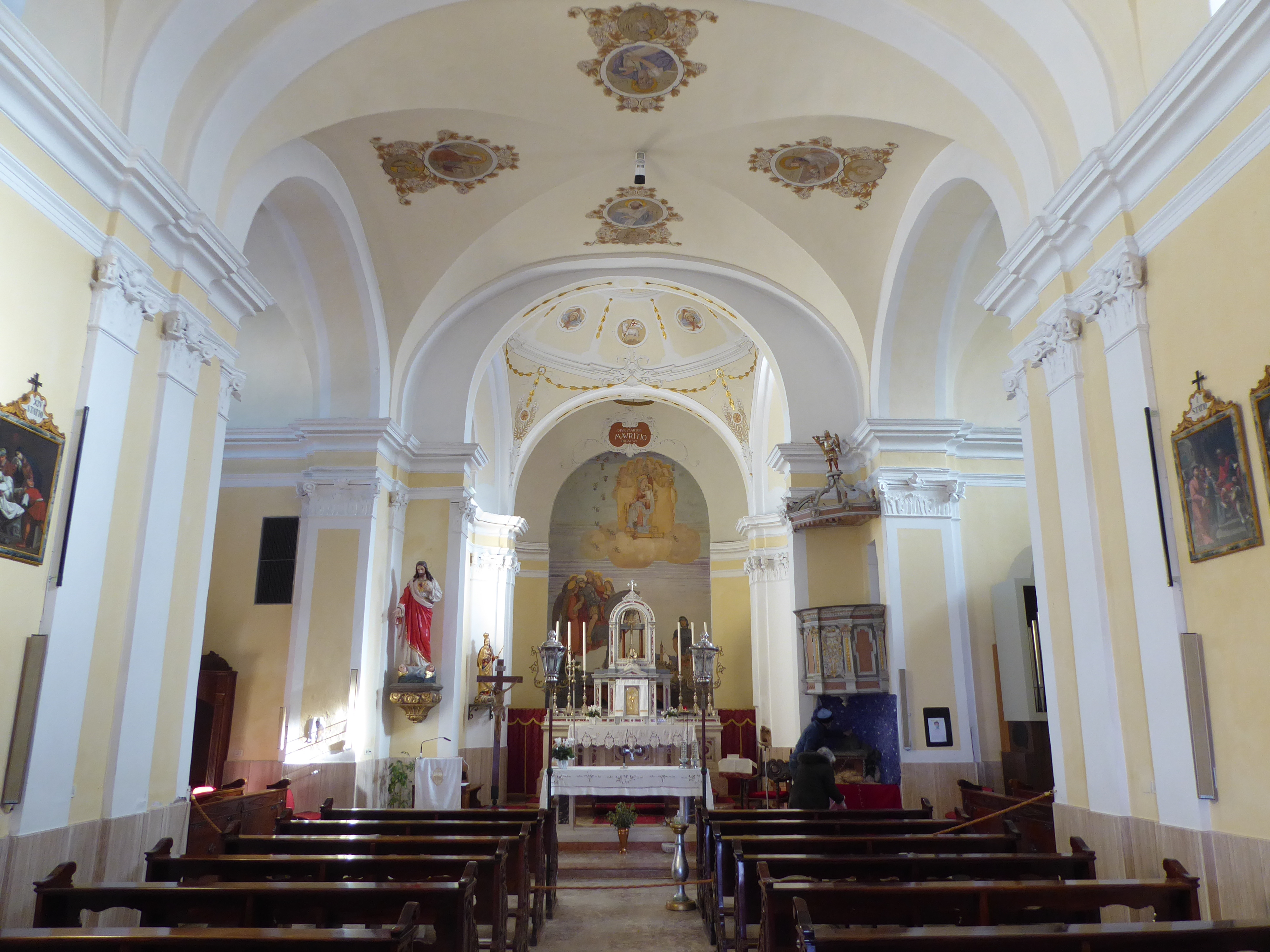
Interno

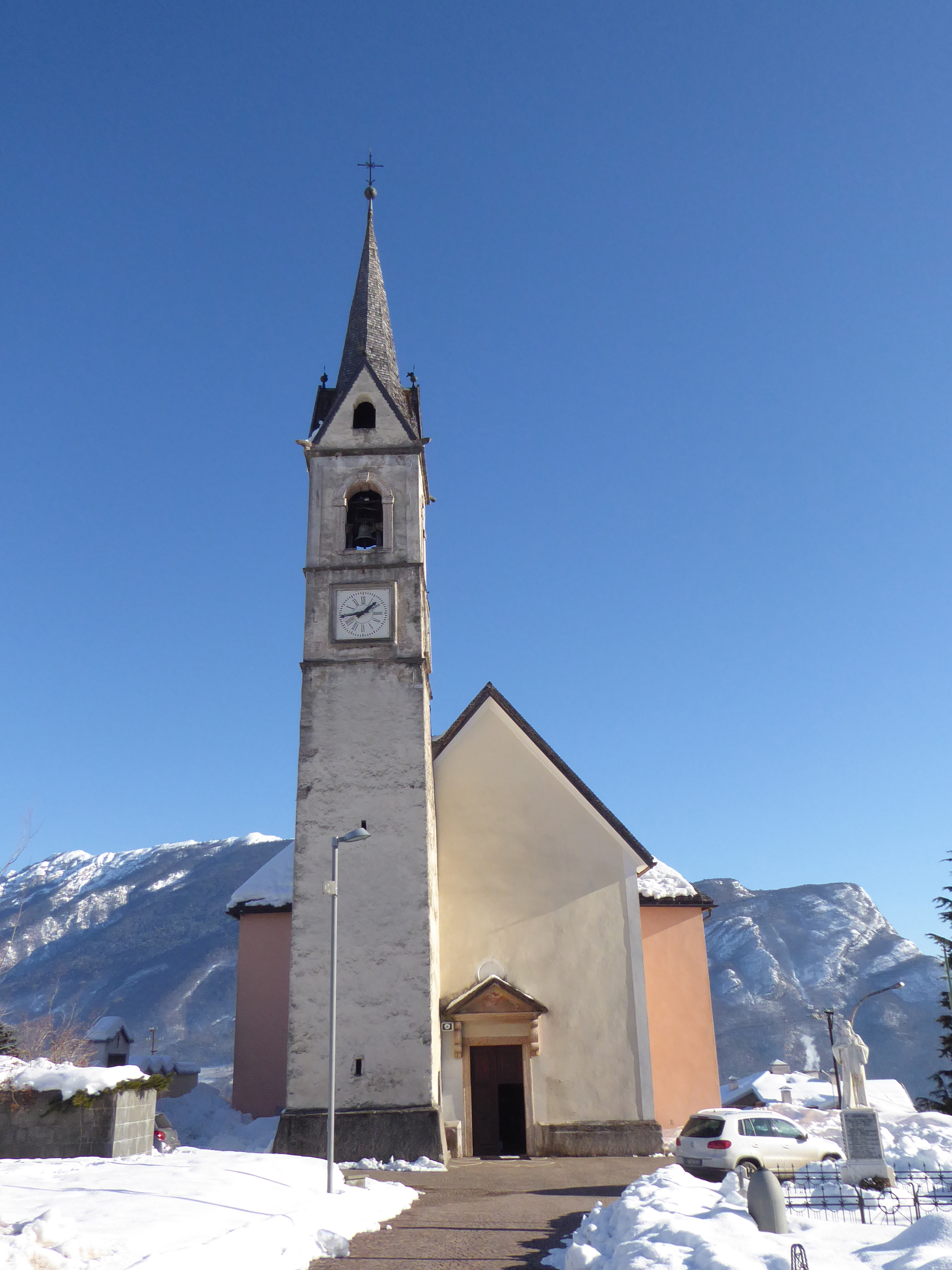
Vista frontale

La prima cappella nel centro abitato con dedicazione a San Maurizio venne documentata già dal 1449, in un lascito di Nicolò detto Formentino di un censo di quattro stari di vino alla chiesa, o forse solo da alcuni anni più tardi, dal 1478. Negli atti relativi alla visita pastorale effettuata nel 1537 è citata una cappella dedicata a San Maurizio. Da un inventario del 1555 risulta che la chiesa possedeva tre altari: l'altare maggiore era dedicato a san Maurizio mentre i due laterali erano dedicati a san Lorenzo e ai santi Fabiano e Sebastiano.
Durante la visita pastorale del 1616 fu richiesto di ridipingere le pareti a destra dell'altare maggiore, ciò fa supporre che l'abside fosse affrescata.
Nel 1631 ottenne dignità curaziale, sussidiaria della pieve di Denno.
Verso la fine del XVIII secolo l'edificio fu oggetto di ampliamenti e sopraelevazioni. Furono edificati un presbiterio nuovo e una sacrestia, inoltre vennero tolte dalla sala le tombe che vi erano state 
collocate.
Durante il 1837 una ristrutturazione comportò il rifacimento della volta della sala e venne costruito un nuovo portale di accesso sul prospetto principale. Nel 1856 vennero edificate due cappelle laterali e il camposanto esterno fu sistemato nella parte a nord del tempio, dove è ancora oggi. Nel 1878 furono anche fuse tre nuove campane dalla ditta Poli di Vittorio Veneto.
La torre campanaria venne ristrutturata sia alla fine del secolo sia nel 1901.
Dopo il primo conflitto mondiale furono realizzati interventi che riguardarono la copertura del tetto e gli interni, dove venne arricchita la dotazione ornamentale con nuovi stucchi e fu rifatta l'imbiancatura. Fu necessario inoltre rifondere le tre campane che erano state requisite dalle forze austriache nel periodo bellico. 
Carlo Donati realizzò affreschi nella zona presbiteriale poi, alcuni anni più tardi, il ciclo di interventi pittorici si concluse nel 1927 con la decorazione delle volte sia della sala sia del presbiterio.
Ottenne dignità parrocchiale nel 1959.
A partire dagli anni sessanta fu oggetto di importanti interventi come il rifacimento delle strutture del tetto, l'adeguamento degli impianti con la realizzazione di spazi idonei, la sostituzione della pavimentazione della sala, la protezione contro le infiltrazioni di umidità e l'adeguamento liturgico. Nel 1980 fu costruito l'organo a canne.
Ulteriori interventi restaurativi sono iniziati nel 1987 e altri ne sono stati programmati a partire dal 2005.

## Descrizione

### Esterni
La chiesa, orientata a sud-est, si trova all'estremità orientale del paese. La facciata, pur se di dimensioni notevoli, ha un aspetto semplice, a capanna con due spioventi. Al centro si apre il portale architravato sormontato da un frontone triangolare, sopra il quale è presente un oculo tamponato. La torre campanaria, addossata alla facciata sulla sinistra, ha copertura realizzata con scandole lignee.

### Interni
L'aula è a navata unica, divisa in due campate, coperta da volte a botte unghiata. In corrispondenza della seconda campata si aprono due cappelle laterali, quella a destra contente l'organo, che danno alla chiesa una pianta a croce latina.
Il presbiterio a pianta rettangolare è rialzato di un gradino, con parete terminale sfondata da un'arcata che ospita il dipinto murale raffigurante san Maurizio.
La chiesa ha tre altari: 
- l'altare maggiore, in marmi policromi, con elegante ciborio, risale al XIX secolo. Sulla parete del coro è dipinto il Martirio di San Maurizio e la Madonna col Bambino, opera di Carlo Donati, attivo anche nella vicina Chiesa di Sant'Egidio di Quetta;
- l'altare laterale destro, coevo, è ornato da una pala realizzata da Domenico Udine nel 1845[7], raffigurante la Madonna e devoti oranti per la guarigione di un infermo. L'altare fu eretto come voto per lo scampato contagio dall'epidemia di colera[8];
- l'altare laterale sinistro, più antico e risalente alla fine del XVII secolo, attribuito a Simone Lenner, conserva una statua lignea ottocentesca della Madonna Immacolata.[9][10]

Sulla parete destra è presente un pulpito ligneo risalente al XIX secolo. In fondo alla navata si trova un fonte battesimale in pietra bianca, datato 1633. Sulla sinistra è poi presente una pila dell'acquasanta datata 1579.
Le stazioni della Via Crucis, dipinte ad olio, risalgono al 1783. A sinistra dell'arco santo è infine appesa una statua novecentesca in gesso dipinto raffigurante il Sacro Cuore di Gesù.
Sulla volta dell'aula sono dipinti dei tondi raffiguranti San Lorenzo, San Pancrazio, San Vigilio e San Rocco, oltre agli Evangelisti. La decorazione fu realizzata nel 1927 dal francescano Angelo Molinari, che dipinse anche i simboli delle Virtù Teologali nelle cappelle laterali, ora non più esistenti.